# Splendrillia
Splendrillia é um gênero de gastrópodes pertencente a família Drilliidae.

## Espécies
- Splendrillia abdita Fallon, 2016
- Splendrillia academica McLean & Poorman, 1971[2]
- Splendrillia acostata (Verco, 1909) [3]
- †Splendrillia aequistriata (Hutton, 1886)
- †Splendrillia afflicta (Marwick, 1931)
- Splendrillia alabastrum Kilburn, 1988[4]
- Splendrillia albicans (Hinds, 1843)[5]
- Splendrillia alticostata Fallon, 2016
- Splendrillia angularia Wells, 1995[6]
- †Splendrillia annectens Powell, 1942
- †Splendrillia anomala Powell, 1942
- Splendrillia aomoriensis (Nomura & Hatai, 1940)[7]
- Splendrillia aoteana Finlay H. J., 1930[8]
- Splendrillia arga McLean & Poorman, 1971[9]
- Splendrillia armata Powell, 1942
- Splendrillia aurora (Thiele, 1925)[10]
- Splendrillia bahamasensis Fallon, 2016
- Splendrillia bartschi (Haas, 1941)
- Splendrillia basilirata Sysoev, 1990[11]
- Splendrillia bednalli (Sowerby III, 1896)[12]
- Splendrillia benthicola Dell, 1956[13]
- Splendrillia biconica (N.E. Weisbord, 1962)
- Splendrillia boucheti Wells, 1995[14]
- Splendrillia bratcherae McLean & Poorman, 1971[15]
- Splendrillia braunsi M. Yokoyama, 1920
- Splendrillia brycei Wells, 1995[16]
- Splendrillia buicki Wells, 1990[17]
- Splendrillia campbellensis Sysoev & Kantor, 1989[18]
- Splendrillia candidula (Hedley, 1922)[19]
- Splendrillia carolae Wells, 1995[20]
- Splendrillia chathamensis Sysoev & Kantor, 1989[21]
- †Splendrillia clava Powell, 1942
- †Splendrillia clifdenensis Powell, 1942
- Splendrillia clydonia (Melvill & Standen, 1901)[22]
- Splendrillia coccinata (Reeve, 1845)[23]
- Splendrillia compta Fallon, 2016
- Splendrillia crassiplicata (Kuroda, Habe & Oyama, 1971)[24]
- †Splendrillia cristata Powell, 1942
- Splendrillia cruzensis Fallon, 2016
- Splendrillia daviesi Kilburn, 1988[25]
- Splendrillia debilis Finlay H. J., 1927[26]
- Splendrillia disjecta (Smith E. A., 1888)[27]
- Splendrillia dissimilis Fallon, 2016
- Splendrillia eburnea (Hedley, 1922)[28]
- †Splendrillia edita Powell, 1942
- Splendrillia elongata Wells, 1995:[29] homônimo, mas não sinônimo de †Splendrillia elongata Beu, 1970
- †Splendrillia elongata Beu, 1970
- Splendrillia espyra (Woodring, 1928)
- Splendrillia eva (Thiele, 1925)[30]
- Splendrillia falsa (Barnard, 1958)[31]
- †Splendrillia filiculosa (Marwick, 1931)
- Splendrillia flavopunctata Fallon, 2016
- Splendrillia globosa Wells, 1995[32]
- Splendrillia granatella (Melvill & Standen, 1903)[33]
- Splendrillia grandis Fallon, 2016
- Splendrillia gratiosa (Sowerby III, 1896)[34]
- Splendrillia hansenae Wells, 1990[35]
- Splendrillia hayesi Kilburn, 1998[36]
- Splendrillia hedleyi Wells, 1990[37]
- Splendrillia hermata Dell, 1956[38]
- Splendrillia houbricki Wells, 1995[39]
- Splendrillia intermaculata (Smith E. A., 1879)[40]
- Splendrillia intermedia Wells, 1995[41]
- Splendrillia interpunctata (E. A. Smith, 1882)
- Splendrillia jacula Dell, 1956[42]
- Splendrillia jarosae Wells, 1991[43]
- Splendrillia kapuranga Dell, 1953[44]
- Splendrillia karukeraensis Fallon, 2016
- Splendrillia kingmai Marwick, 1965
- †Splendrillia koruahinensis (Bartrum & Powell, 1928)
- Splendrillia kylix Kilburn, 1988[45]
- Splendrillia lalage (Dall, 1919)[46]
- Splendrillia larochei Powell, 1940[47]
- †Splendrillia lincta Powell, 1942
- Splendrillia longbottomi Wells, 1990[48]
- Splendrillia lucida (Nevill & Nevill, 1875)[49]
- Splendrillia lygdina (Hedley, 1922)[50]
- Splendrillia majorina Beu, 1979
- Splendrillia masinoi Fallon, 2016
- Splendrillia mikrokamelos Kilburn, 1988[51]
- Splendrillia minima Wells, 1995[52]
- Splendrillia nenia (Hedley, 1903)[53]
- Splendrillia obscura Sysoev, 1990[54]
- Splendrillia otagoensis Powell, 1942[55]
- Splendrillia panamensis Fallon, 2016
- Splendrillia persica (Smith E. A., 1888)[56]
- Splendrillia powelli Wells, 1990[57] (homônimo júnior de †Splendrillia powelli (L. C. King, 1934) - um nome substituto será publicado)
- †Splendrillia powelli (L. C. King, 1934)
- Splendrillia praeclara (Melvill, 1893)[58]
- Splendrillia praeclara (Sowerby III, 1915)[59] (homônimo júnior de Splendrillia praeclara (Melvill, 1893) - um nome substituto será publicado)
- Splendrillia problematica Wells, 1995[60]
- Splendrillia raricostata (Smith E. A., 1879)[61]
- Splendrillia resplendens (Melvill, 1898)[62]
- Splendrillia roseacincta Dell, 1956[63]
- Splendrillia runcinata Dell, 1956[64]
- Splendrillia sarda Kilburn, 1988[65]
- Splendrillia skambos Kilburn, 1988[66]
- Splendrillia solicitata (Sowerby III, 1913)[67]
- Splendrillia spadicina (Hedley, 1922)[68]
- Splendrillia stegeri (Nowell-Usticke, 1959)
- Splendrillia stellae Fallon, 2016
- Splendrillia striata Wells, 1995[69]
- Splendrillia subtilis Fallon, 2016
- Splendrillia subviridis (May, 1911)[70]
- Splendrillia suluensis (Schepman, 1913)[71]
- Splendrillia taylori Wells, 1995[72]
- Splendrillia triconica Wells, 1995[73]
- Splendrillia turrita (Wells, 1995)[74]
- Splendrillia vinki (De Jong & Coomans, 1988)
- Splendrillia vivens (Powell, 1942)[75]
- Splendrillia wayae Wells, 1995[76]
- Splendrillia westralis Wells, 1993[77]
- †Splendrillia whangaimoana Vella, 1954
- Splendrillia woodsi (Beddome, 1883)
- Splendrillia zanzibarica Sysoev, 1996[78]
- Splendrillia zeobliqua Beu, 1979

Espécies trazidas para a sinonímia
- Splendrillia agasma B.C. Cotton, 1947: sinônimo de Splendrillia woodsi (R.H. Beddome, 1883)
- Splendrillia ansonae F.E. Wells, 1990: sinônimo de Crassispira ansonae F.E. Wells, 1990
- Splendrillia baileyi S.S. Berry, 1969: sinônimo de Splendrillia lalage (W.H. Dall, 1919)
- Splendrillia carolinae (Bartsch, 1934):[79] sinônimo de Syntomodrillia carolinae Bartsch, 1934
- Splendrillia dampieria (Hedley, 1922): sinônimo de Inquisitor dampieria (Hedley, 1922)
- Splendrillia fucata (Reeve, 1845):[80] sinônimo de Fenimorea fucata (Reeve, 1845)
- Splendrillia halidorema (Schwengel, 1940): sinônimo de Decoradrillia pulchella (Reeve, 1845)
- Splendrillia hosoi (Okutani, 1964): sinônimo de  Crassispira hosoi (Okutani, 1964)
- Splendrillia howitti G.B. Pritchard & J.H. Gatliff, 1899: sinônimo de Splendrillia woodsi (R.H. Beddome, 1883)
- Splendrillia hypsela (Watson, 1881):[81] sinônimo de Syntomodrillia hypsela (Watson, 1881)
- Splendrillia innocens J.C. Melvill, 1923: sinônimo de Splendrillia coccinata (L.A. Reeve, 1845)
- Splendrillia janetae (Barnard, 1934): sinônimo de Fenimorea janetae Bartsch, 1934
- Splendrillia laeta (Hinds, 1843): sinônimo de Clavus laetus (Hinds, 1843)
- Splendrillia laevis F.W. Hutton, 1873: sinônimo de Splendrillia aoteana H.J. Finlay, 1930
- Splendrillia laevis H.H. Suter, 1908: sinônimo de Splendrillia debilis H.J. Finlay, 1927
- Splendrillia lissotropis (Dall, 1881):[82] sinônimo de Syntomodrillia lissotropis (Dall, 1881)
- Splendrillia molleri C.F. Laseron, 1954: sinônimo de Splendrillia woodsi (R.H. Beddome, 1883)
- Splendrillia moseri (Dall, 1889):[83] sinônimo de Fenimorea moseri (Dall, 1889)
- Splendrillia nodosa G.W. Nowell-Usticke, 1969: sinônimo de Splendrillia coccinata (L.A. Reeve, 1845)
- Splendrillia paria L.A. Reeve, 1846: sinônimo de Fenimorea fucata (L.A. Reeve, 1845)
- Splendrillia quisqualis J.W. Brazier, 1876: sinônimo de Splendrillia candidula (C. Hedley, 1922)
- Splendrillia stricta MANCA Wells: sinônimo de Splendrillia striata F.E. Wells, 1995
- Splendrillia sunderlandi Petuch, 1987: sinônimo de Fenimorea sunderlandi (Petuch, 1987)
- Splendrillia tantula (Bartsch, 1934):[84] sinônimo de Syntomodrillia portoricana'' Fallon, 2016
- Splendrillia weldiana J.E. Tenison-Woods, 1876: sinônimo de Fenimorea fucata (L.A. Reeve, 1845)
- Splendrillia woodringi (Bartsch, 1934):[85] sinônimo de Syntomodrillia woodringi Bartsch, 1934